# K
K o k (chiamata cappa o kappa in italiano) è l'undicesima lettera dell'alfabeto latino. Essa rappresenta anche la lettera kappa dell'alfabeto greco e la ka dell'alfabeto cirillico; inoltre, [k] rappresenta una consonante occlusiva velare sorda nell'alfabeto fonetico internazionale. Non fa parte dell'alfabeto italiano e in italiano è presente solo in prestiti linguistici.

## Storia
La K deriva dalla kappa dell'alfabeto greco, che a sua volta proviene dal fenicio Kaph, un simbolo che rappresentava una mano aperta anche nella sua versione egizia. Il geroglifico, però, aveva valore D dalla parola egizia per mano, d-r-t: il semitico assunse evidentemente il grafema ma assegnandogli il suono [k], dal momento che in tale lingua il termine iniziava con questo suono.
| d |

| d |

Questo valore si conservò negli alfabeti successivi, anche se il latino lo abbandonò quasi completamente, preferendogli la C (che fino al medioevo è sempre velare), salvo in alcune parole straniere.

## Uso nella lingua italiana
La lettera K non è di solito inserita nell'alfabeto italiano, in quanto ai tempi in cui questo fu definito, l'uso era andato scemando lasciandone scarse tracce, soprattutto nelle zone di confine, per via dell'influenza delle parlate dei paesi limitrofi.
Residui usi della K nella toponomastica d'Italia si trovano infatti in Sicilia e a Pantelleria in toponimi di origine araba: Kalsa, Khamma o Kamma, Khaddiuggia, Rekhale; nel Veneto, in Trentino e in Friuli Venezia Giulia in toponimi delle isole linguistiche tedesche: Kaberlaba, Altar Knotto, Kamauz, Oberkofel e delle località di lingua slovena: Stari Kal.
La K è utilizzata anche per la sigla della provincia di Crotone (KR), poiché al momento della sua istituzione erano già utilizzate per altre province tutte le combinazioni di lettere possibili inizianti per C (CR, CO, CT, CN, CE). Si scelse allora la sigla con la K, a ricordo dell'antico nome greco della città, Kroton.
Tuttavia ormai, a causa della crescente presenza anche nella lingua italiana ufficiale di prestiti linguistici la K viene utilizzata anche nella scrittura italiana, pur essendo il fonema corrispondente già presente in italiano. Il suo suono è sempre occlusivo velare sordo, anche dinanzi ad E e ad I, caratteristica che lo distingue dalla lettera C.
Fino dagli anni '60, nell'uso gergale di anarchici, degli Yippie e soprattutto dopo l'influenza del punk, la lettera K viene talvolta utilizzata in modo grammaticalmente scorretto in luogo del digramma Ch, della lettera C (nei casi in cui assuma suono velare), o anche della lettera Q. Basti pensare alla grafia di "Amerika" con riferimento agli Stati Uniti d'America, impiegata in differenti campi culturali, con intento di denuncia sociale.
L'uso, inoltre, si allarga al linguaggio scritto informale, come nel linguaggio degli SMS, e nella scrittura di appunti e note veloci. Ciò è dovuto al fatto che in tali casi il suono che viene emesso è identico a quello della lettera K, ottenendone così un risparmio di una lettera laddove essa fosse posta in luogo di CH; tuttavia per estensione questo rimpiazzo spesso avviene anche negli altri due casi prima citati.